# El Masnou Basquetbol
El Masnou Basquetbol es un club deportivo de El Masnou (Barcelona) España. Destinado a la práctica y fomento del baloncesto. Actualmente desarrolla la mayoría de sus actividades en el Complejo Deportivo Municipal de El Masnou.

## Historia
Para encontrar los orígenes del baloncesto en El Masnou y, a la vez, de este club tenemos que remontarnos al año 1935 que es cuando encontramos la primera documentación que acredita la creación de un equipo destinado a la práctica de este deporte. Desde entonces el club ha ido pasando por diversas denominaciones (CD Masnou, Casino Masnou, CB Masnou) hasta llegar a principios de la década de les 80. En 1982 -coincidiendo con la ejecución de las obras del Complejo Deportivo Municipal y de cara a su futura inauguración-, representantes del C.B. Masnou se reúnen con los de los clubes de baloncesto Ocata y Olimpia con vistas a fusionarse en una sola entidad, y constituyen El Masnou Basquetbol. Con la temporada deportiva ya en marcha y el polideportivo aún sin inaugurar, se decide que cada club continúe sus actividades hasta el final de la campaña, mientras se crea una coordinadora que organice la nueva entidad.
Josep Maria Ruyra es elegido por votación el 15 de octubre del mismo año como el primer presidente del club, cuyos estatutos se aprueban el 4 de noviembre. Hasta que el Complejo Deportivo Municipal no funcione, el club no dispone de un local social, y las primeras reuniones de la Junta directiva se celebran en lugares tan diversos como los locales de Correos o de la Policía Local.
El Masnou Basquetbol empieza a participar de forma oficial en competiciones de la Federación Catalana de Baloncesto la temporada 1.983-84, presentando equipos en las categorías femeninas y masculinas, y jugando sus partidos como local en el pabellón recién estrenado. Tras acabar la temporada, surge la posibilidad de fusionarse con el Picadero Club Barcelona Comansi, una de las entidades de más prestigio del baloncesto femenino en toda España, y que busca un nuevo emplazamiento fuera de la ciudad de Barcelona. La Junta directiva del club cierra el acuerdo el 21 de julio de 1984, y de esta manera El Masnou Basquetbol incorpora los equipos y el patrocinador del histórico Picadero Comansi.
Durante seis temporadas (de 1984 a 1990) el equipo senior femenino de El Masnou Basquetbol jugará en la máxima categoría del baloncesto femenino nacional, consiguiendo sus mejores éxitos: Liga Femenina (89-90) y Copa de la Reina (84-85), 3 Ligas catalanas (84-85, 88-89 y 89-90), además de la Copa Asociación de Baloncesto Femenino (87-88).
La temporada 84-85, gracias al acuerdo con el Picadero, será la firma "Comansi" el patrocinador del club. De la temporada 1985-86 a la 1988-89 lo será "Natural Cusí" y la temporada 1989-90 -la del título de Liga- "Microbank". En septiembre de 1989, Josep Maria Ruyra da el relevo, después de siete años en la presidencia del club, a Jordi García Alcalá, que solamente estará una temporada.
Curiosamente, tras la temporada 1989-90 -la más exitosa de todas, que se cierra con el título de la Liga Catalana y el de la Liga de la División de Honor Femenina Española- el Masnou Basquetbol se queda sin patrocinador, y ante la imposibilidad de hacer frente a los gastos que supone tener un equipo en la máxima categoría del baloncesto femenino, decide dar de baja al primer equipo de la división de honor. La Junta directiva presenta la dimisión irrevocable en bloque.
Durante la temporada 1990-91 el club es regentado por una junta gestora hasta que el 1991 se hace cargo de la entidad una nueva directiva presidida por Lluís Bretcha que se mantendrá en el cargo durante nueve años. Durante este mandato se reconstruye el organigrama deportivo, ya sin la presencia del primer equipo femenino en la División de Honor de España, pero manteniendo el baloncesto femenino del Masnou en lugares preeminentes en Cataluña, especialmente en los primeros años de la década de los 90.
Durante estos años destaca la presencia en la dirección técnica y deportiva del club, primero de Pep Clarós, actualmente entrenador profesional de baloncesto, y más adelante de los ex-jugadores ACB Josep Maria Margall y Joan Ramón Fernández. En 1995 el club organiza la primera edición del torneo 3X3 coincidiendo con la Fiesta Mayor de El Masnou, y que hoy en día se continua celebrando con gran éxito, tanto de participación como de nivel de sus participantes.
El año 2000 Antoni Ginferrer asume la presidencia del club, en la que permanecerá hasta mayo de 2004, sustituido por el actual presidente, Ricard Plana.

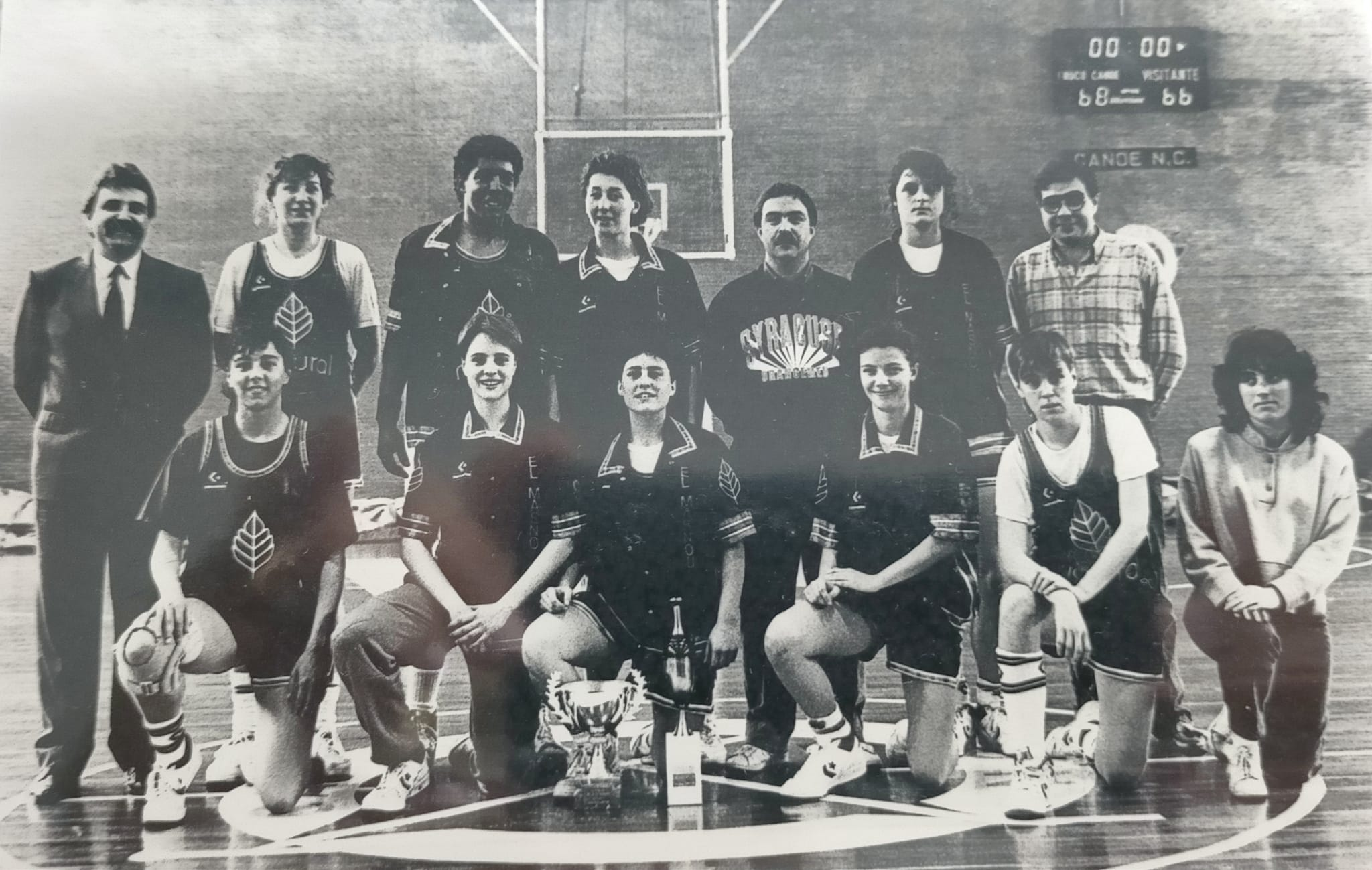
Campeón de la Copa Asociación femenina la temporada 87-88 ganando a Arjeriz Xuncas por 68 a 66 celebrada en Madrid.

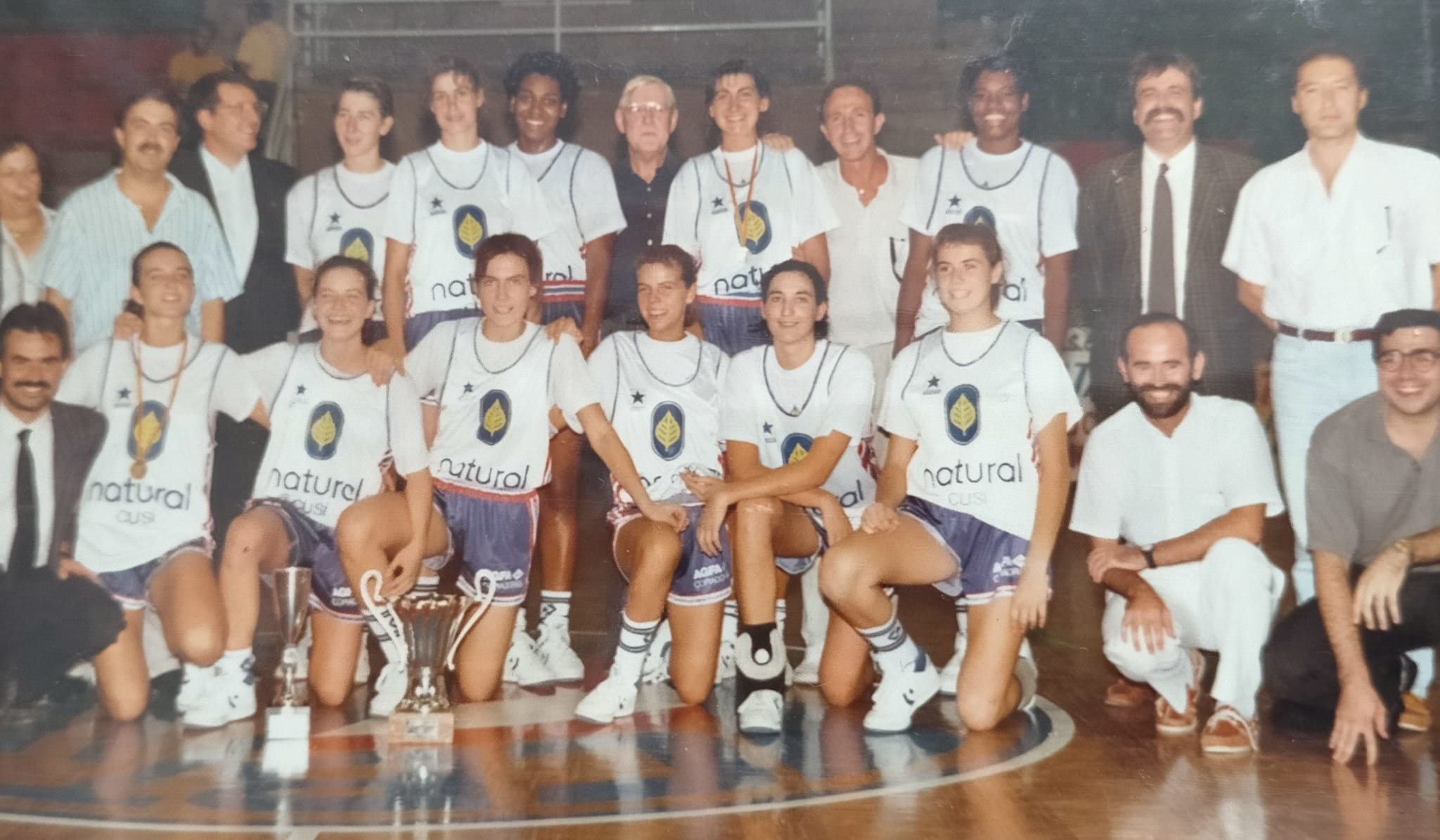
Campeón de la Lliga Catalana en la temporada 88-89.

## Palmarés
- Campeón de la Liga Femenina: 1990[2]
- Campeón de Copa de la Reina de baloncesto femenino: 1985[3]
- Campeón de la Lliga Catalana de Bàsquet femenina: 1985, 1989, 1990
- Campeón (1988) y subcampeón (1986) de la Copa Asociación de Baloncesto Femenino[4]
- Subcampeón de Copa de la Reina de baloncesto femenino: 1990[3]

## Jugadores y entrenadores relevantes
- Ricky Rubio: actual jugador de Minnesota Timberwolves. Empezó en las categorías inferiores del Masnou Basquetbol para después pasar al Club Joventut Badalona hasta la temporada 2008-2009.
- Marc Fernández: actual jugador del CB Menorca. Empezó en los equipos base del Masnou Basquetbol para después pasar al FC Barcelona.
- Marc Rubio: actual jugador del CB Alcázar de la LEB Plata. Empezó en El Masnou Basquetbol para después fichar por los equipos inferiores del Club Joventut Badalona. También ha jugado en el CB Prat-Joventut.
- Josep Maria Margall: fue entrenador y coordinador deportivo del Masnou Basquetbol en los años 90.
- Carme Lluveras: ex entrenadora del Natural Cusí El Masnou en los años 80. Ex directora deportiva del Ros Casares.
- Jordi Martí Serra: exentrenador del Natural Cusí El Masnou las temporadas 87-88 y 88-89.
- Maria Planas: ex entrenadora Microbank El Masnou la temporada 89-90.
- Pep Clarós: ex segundo entrenador del Club Joventut Badalona. Fue coordinador deportivo y entrenador del Masnou Basquetbol a primeros de los 90.